# Prunetto
Prunetto é uma comuna italiana da região do Piemonte, província de Cuneo, com cerca de 492 habitantes. Estende-se por uma área de 14 km², tendo uma densidade populacional de 35 hab/km². Faz fronteira com Castelletto Uzzone, Gorzegno, Gottasecca, Levice, Mombarcaro, Monesiglio.

## Demografia
| Variação demográfica do município entre 1861 e 2011                               |
|                                                                                   |
| Fonte: Istituto Nazionale di Statistica (ISTAT) - Elaboração gráfica da Wikipedia |